# Pie rouge des Montagnes

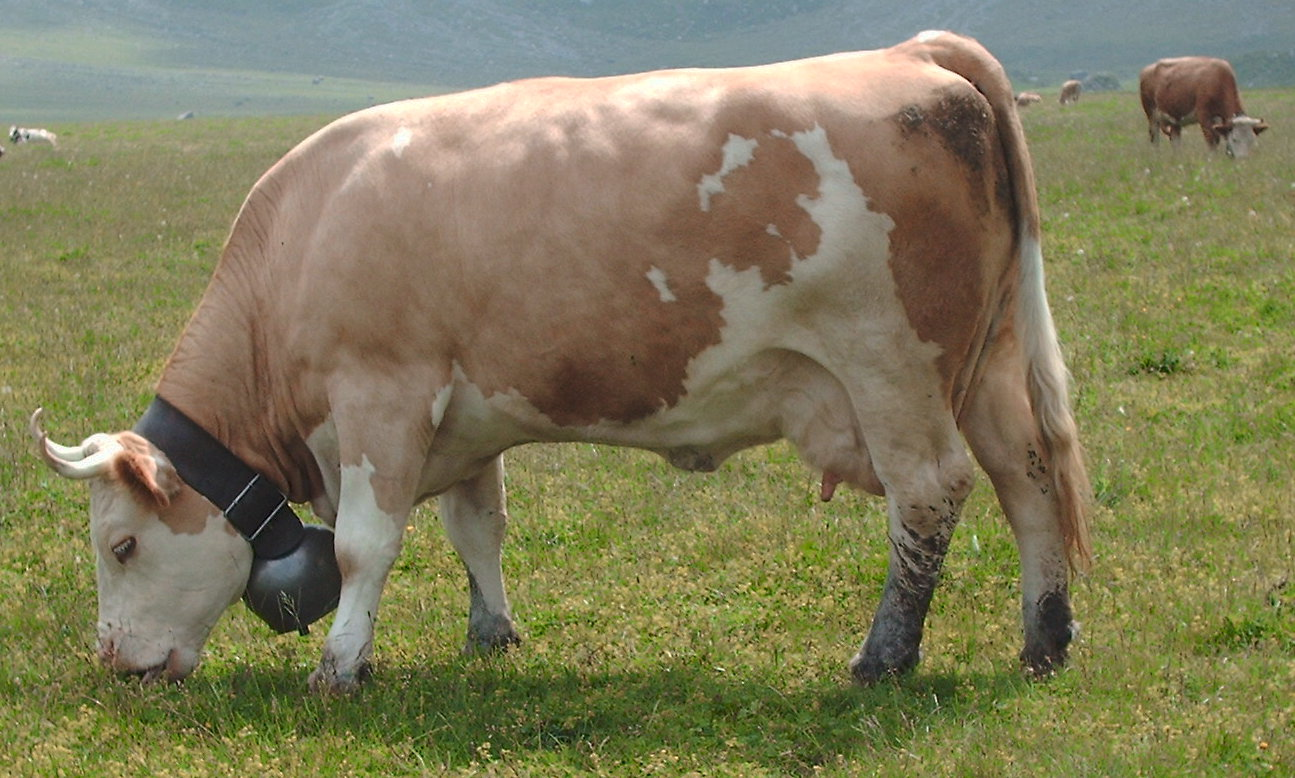
Une Simmental de type ancien

La Pie rouge des Montagnes correspond à un rameau très diversifié de races aux caractéristiques proches de l'ancêtre commune : la Simmental. Elle représente plus de quarante millions de têtes dans le monde. Hors d'Europe, elle est connue sous le nom de Simmental, mais dans les pays du massif alpin, il existe des races locales distinctes. Certains auteurs appellent ce rameau jurassique en référence à son origine franco-suisse sur le massif du Jura. Pour Philippe J. Dubois, le terme exact devrait être jurassien, Jurassique faisant référence à une période de l'ère secondaire.

## Origine

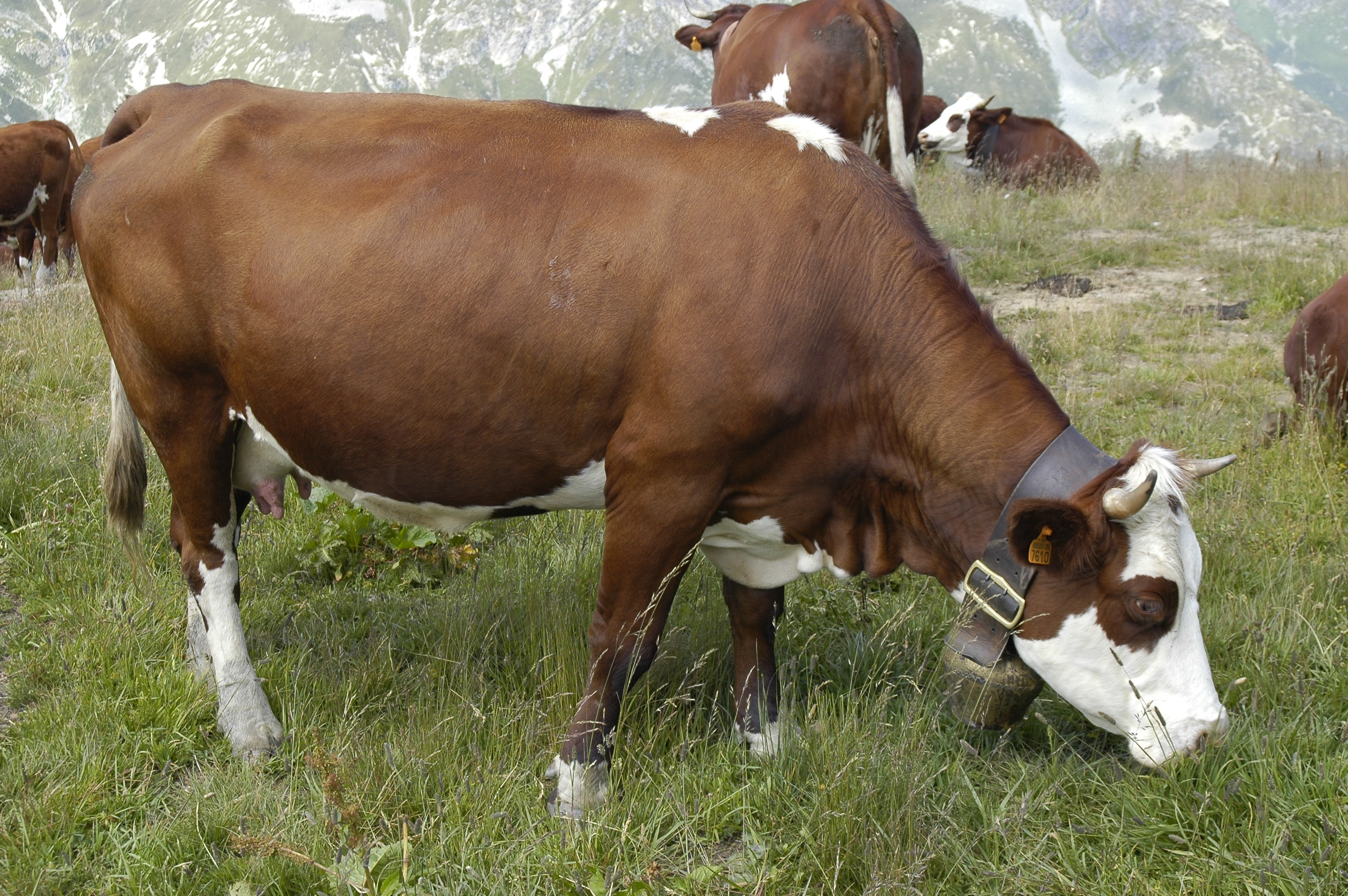
Abondance

Les archéologues ont trouvé des traces de petits bovins à cornes courtes (Bos brachyceros) en Suisse. Il ne fait aucun doute qu'il est l'ancêtre de l'hérens avec qui il partage de nombreuses ressemblances. Plus tard, l'introduction d'une race du littoral de la mer du Nord de plus grande taille a contribué à créer un cheptel plus docile et mieux exploitable dans l'ouest de la Suisse actuelle. Un métissage des deux races a certainement eu lieu. Cette introduction pourrait être due aux Celtes.
Le noyau de ce rameau est l'Oberland bernois, berceau de la race simmental où deux districts portent ce nom. L'arrivée du peuple des Burgondes dans la région va contribuer à diffuser ce cheptel dans leur aire d'influence. (Espace Mittelland, Suisse romande, Savoie, Franche-Comté...)
Le travail de sélection des Suisses a conféré une bonne réputation à leur élevage dès le Moyen Âge. Des reproducteurs seront exportés en Allemagne, en Autriche, en France et en Italie. Chaque pays donnera un nom à sa ou ses races, mais le noyau simmental conservera le nom générique pour l'Amérique.

## Morphologie

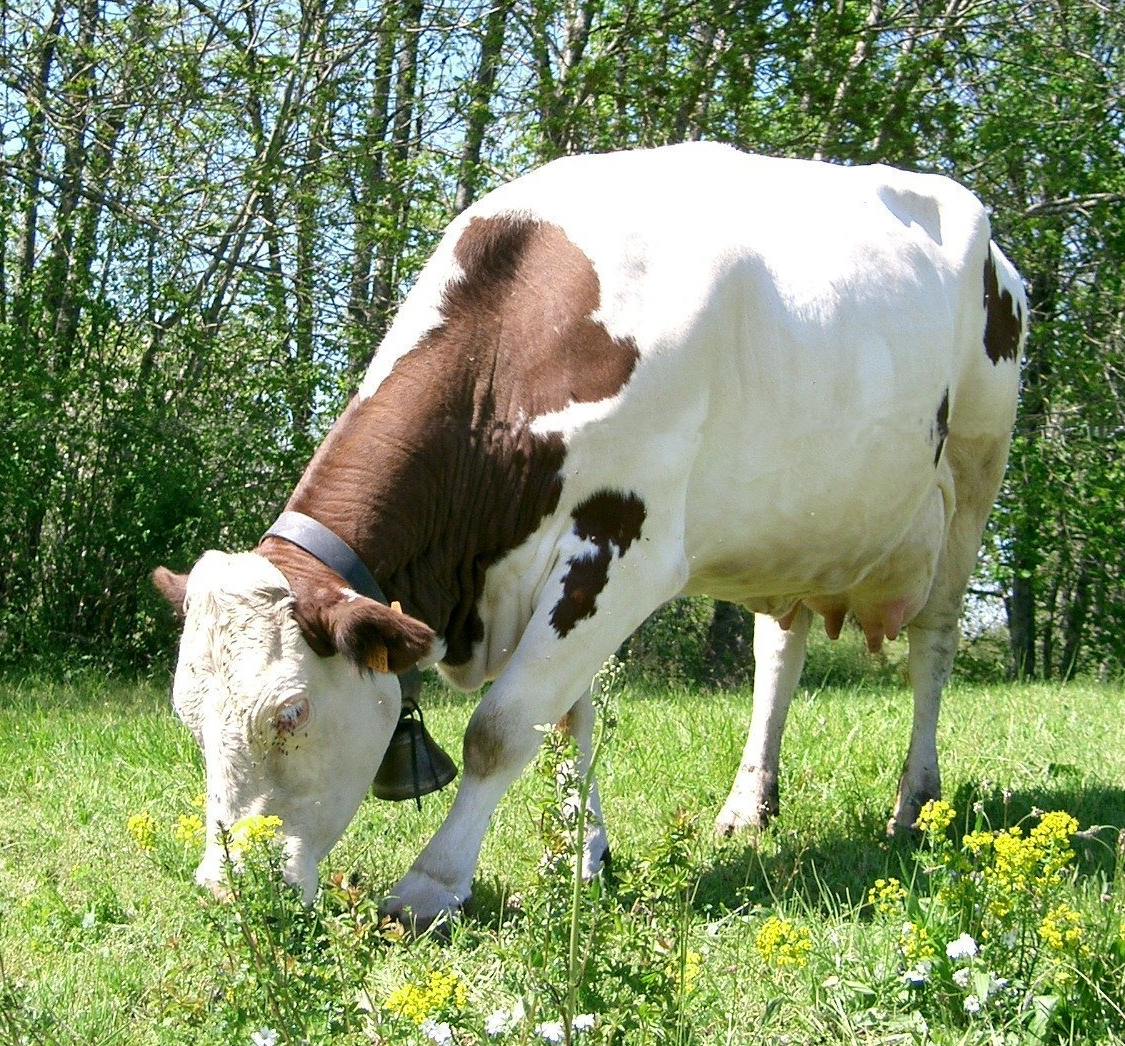
Montbéliarde

Les caractéristiques communes sont la robe pie rouge, signifiant un fond blanc tacheté de marron (les taches sont bien délimitées). L'intensité du marron varie du froment au rouge acajou foncé et sa répartition est variable, mais on trouve presque systématiquement la tête et le bas des pattes blanches.
Ces races présentent des bêtes charpentées et bonnes laitières, donc souvent à production mixte : lait et viande. Elles ont une mamelle adaptée à la traite mécanique. Ce sont des vaches de montagne, donc aptes à la marche en terrain dénivelé et à l'été en altitude, avec les écarts de température qu'on y trouve. Elles se déplacent pour chercher leur nourriture, exploitant au mieux les pâturages médiocres. En croisement, elles ont souvent servi à améliorer la capacité laitière des races à viande pour les veaux élevés sous la mère. Elles sont aussi menées en troupeau avec un taureau de race bouchère, toujours pour l'élevage de veaux lourds. Elles vêlent aisément et produisent un lait riche qui nourrit bien les veaux à forte vitesse de croissance.

## Variétés et répartition
- En Allemagne, on trouve la Fleckvieh en Bavière et Hinterwälder ou Vordelwälder dans la Forêt-Noire.
- En Autriche, elle se nomme Pinzgauer. Elle existe dans les pays limitrophes anciennement sous domination autrichienne : Trentin, Tchéquie, Slovénie... On y trouve aussi l'ennstaler bergschecken et la tux-zillertal.
- En France, on peut y rattacher l'Abondance en Haute-Savoie, arrivée avec les Burgondes, la Montbéliarde amenée dans le Doubs par des membres d'une communauté Mennonite, expulsée de Suisse, et la simmental française importée dans le massif du Jura au début du XXe siècle[2]. Certains évoquent même la charolaise, puisqu'au XVIIIe siècle on trouvait des individus à taches rouges que la sélection a éliminés et qu'elle fait partie de l'aire de peuplement des Burgondes.
- En Italie, on trouve la Valdostaine pezzata rossa, pie rouge, arrivée avec les Burgondes et la razzetta d'Oropa, cousine de l'abondance.
- En Suisse, patrie d'origine, c'est la simmental proprement dite, où elle se décline en vache Simmental de type ancien et en vache simmental de type moderne. On trouve aussi l'évolène en Valais.
- Aux États-Unis, elle est connue sous le nom de simmental, bien qu'il existe diverses variantes. Elle est élevée pour son aptitude au croisement avec les races à viande. L'introduction de 1/8 d'angus a modifié l'aspect visuel de cette race. 80 % du cheptel est noir uni et sans cornes. Dans la règlementation américaine, ce métissage est considéré comme pure race[3].

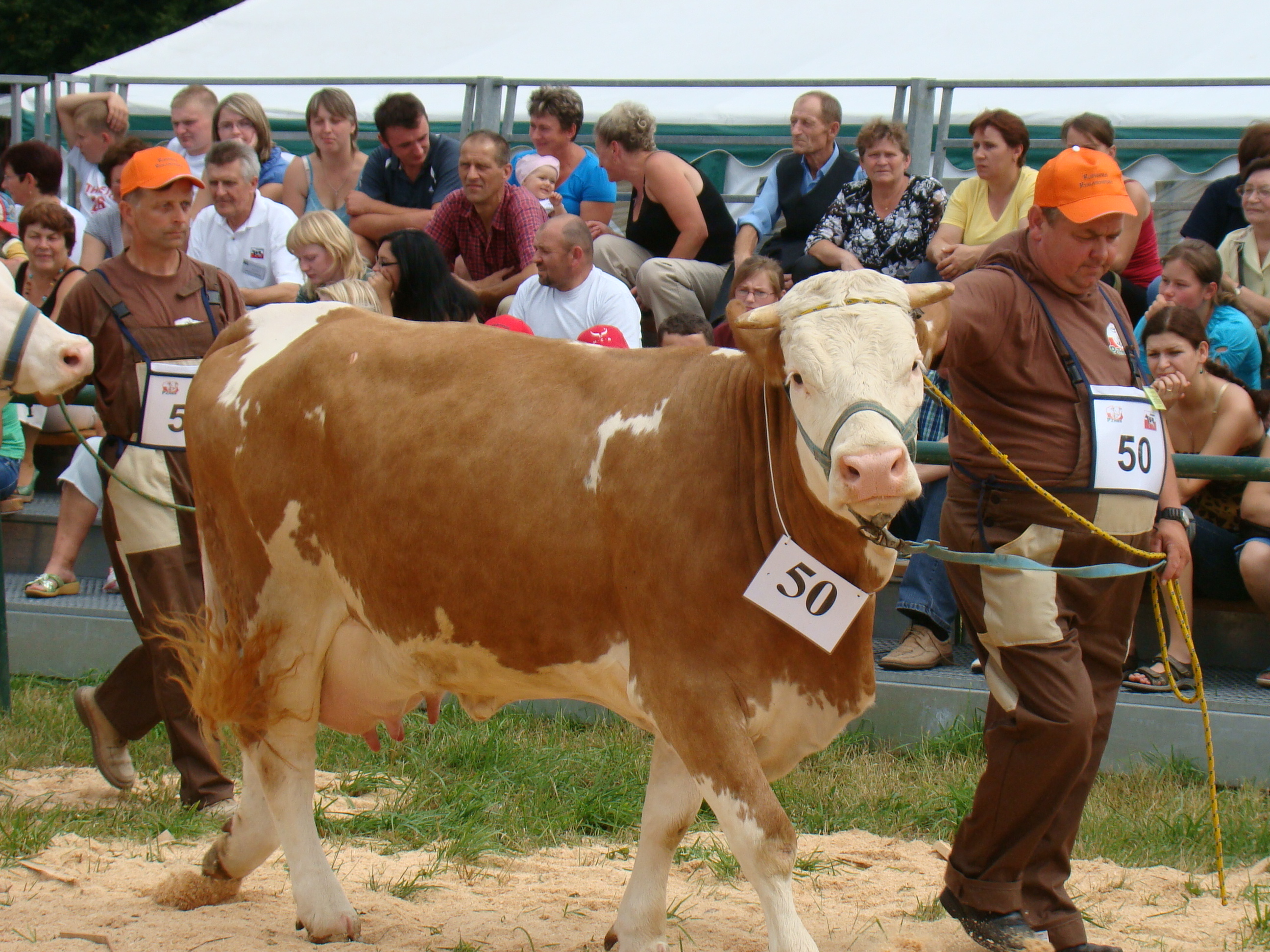
Concours de simmentals en Pologne.
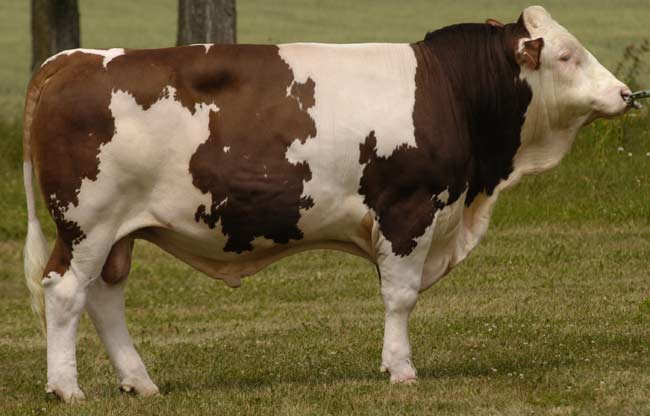
Taureau simmental tchèque.
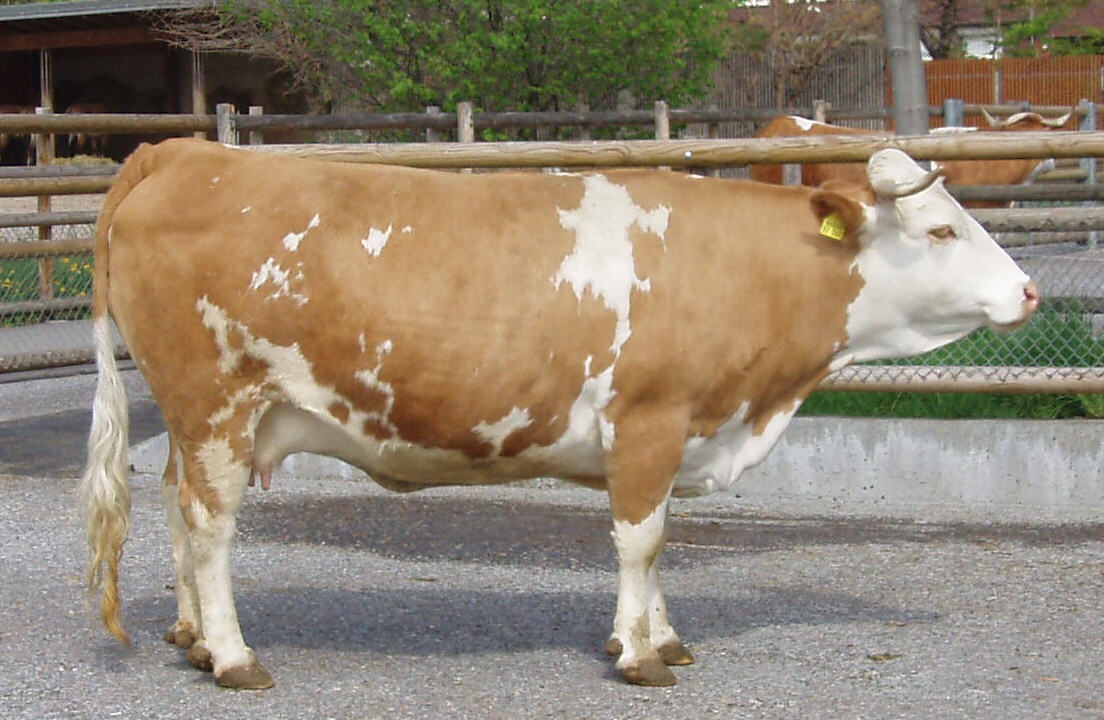
Hinterwälder
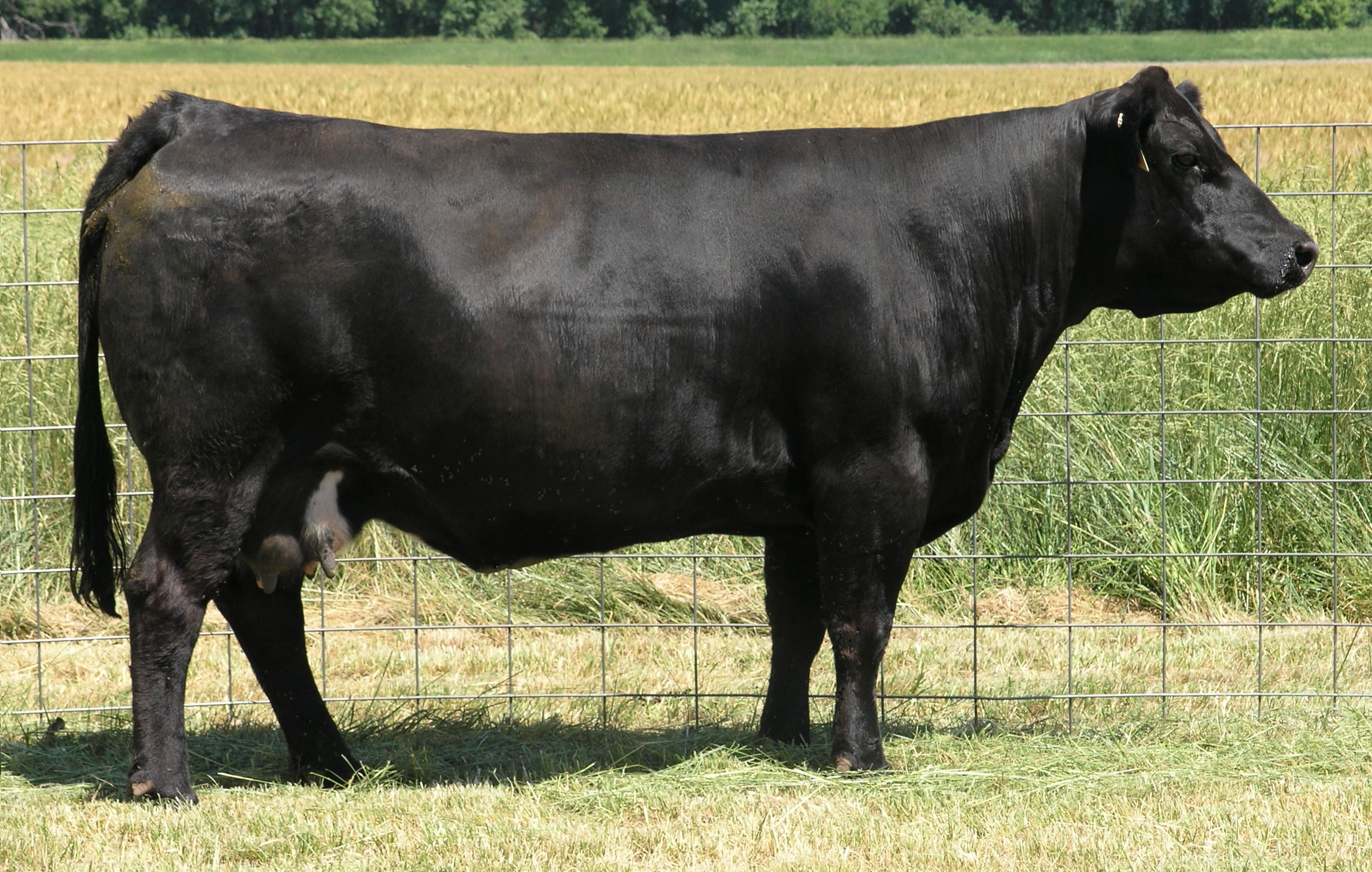
Simmental noire aux États-Unis
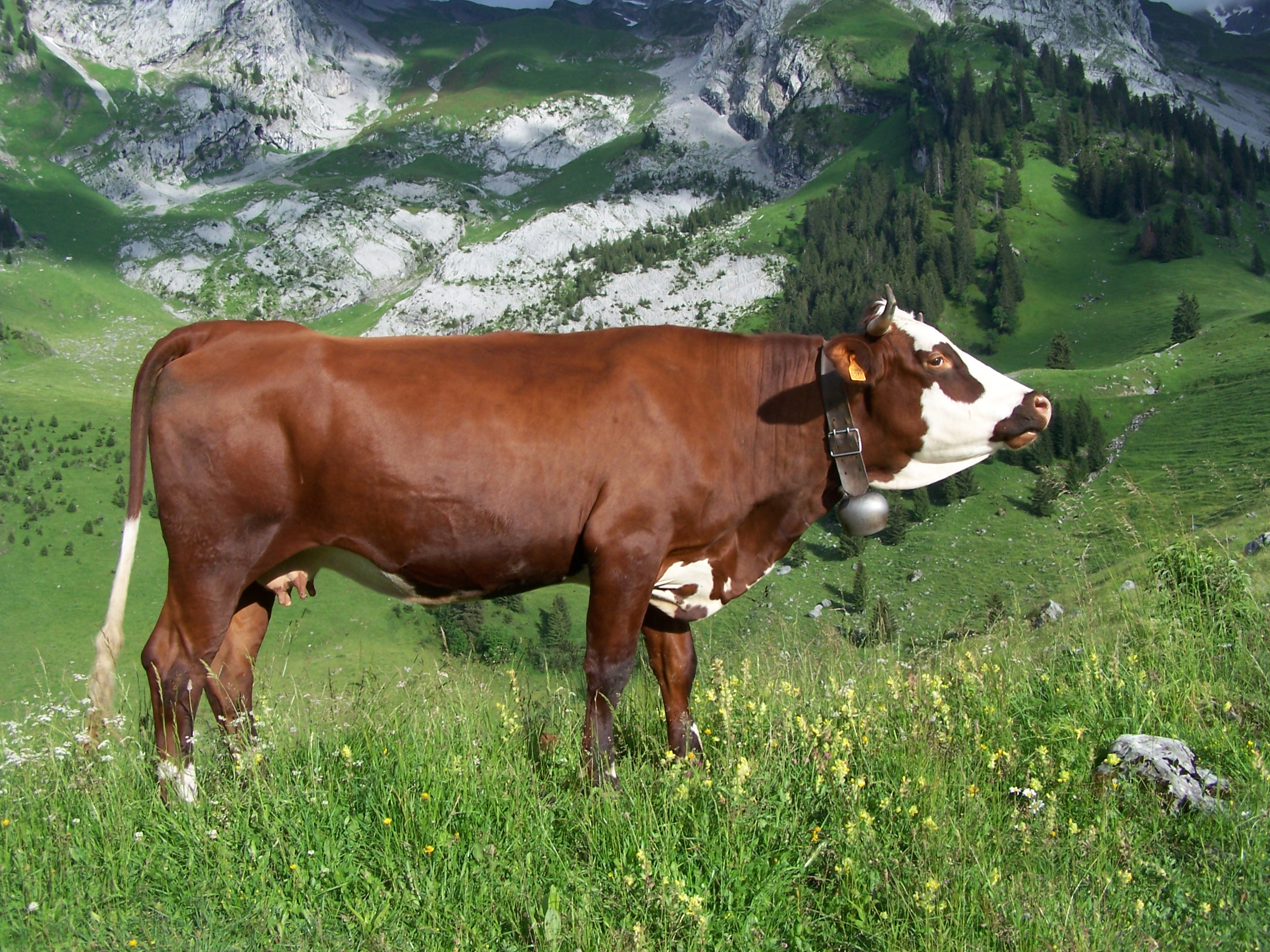
Abondance
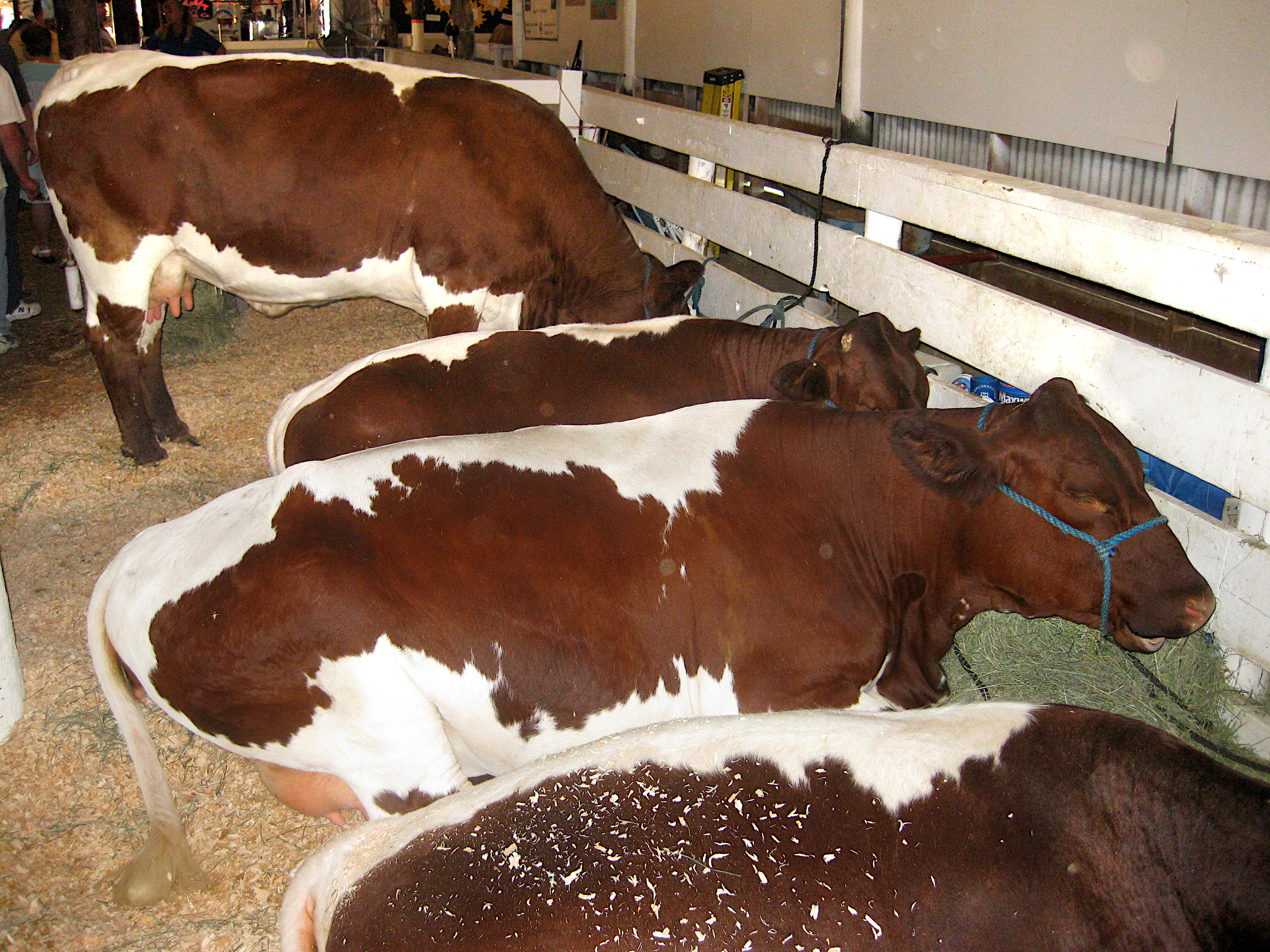
Pinzgauer
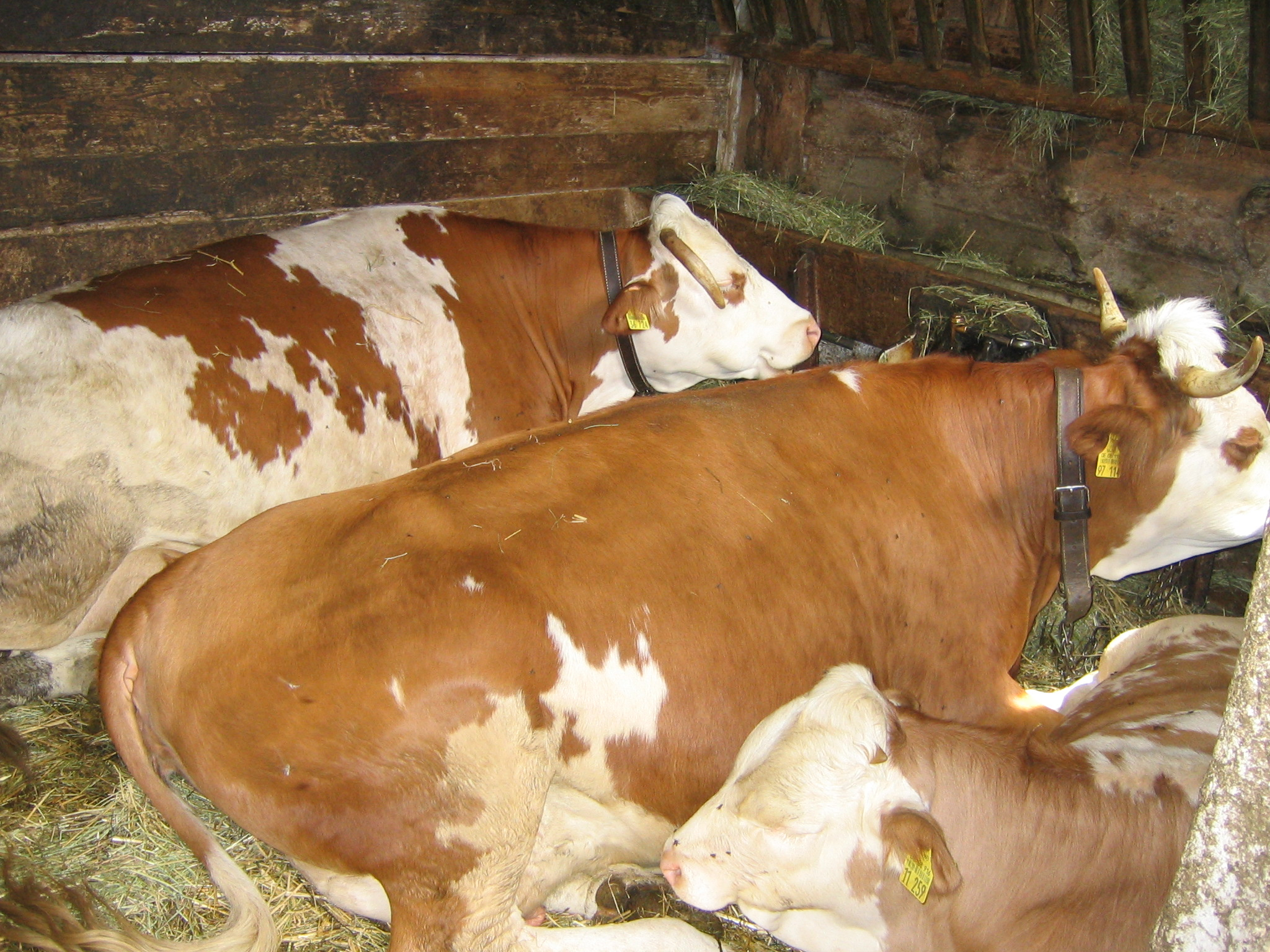
Vordelwälder
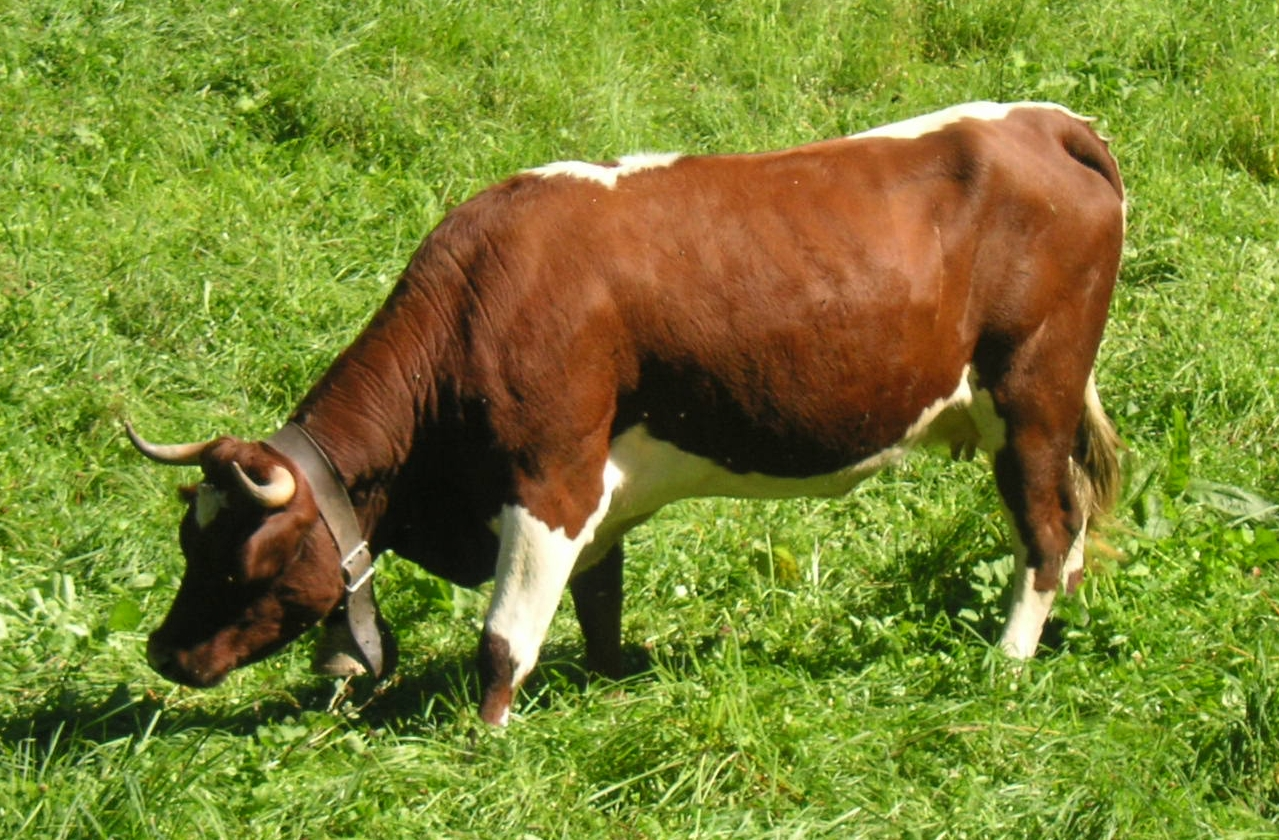
Évolène
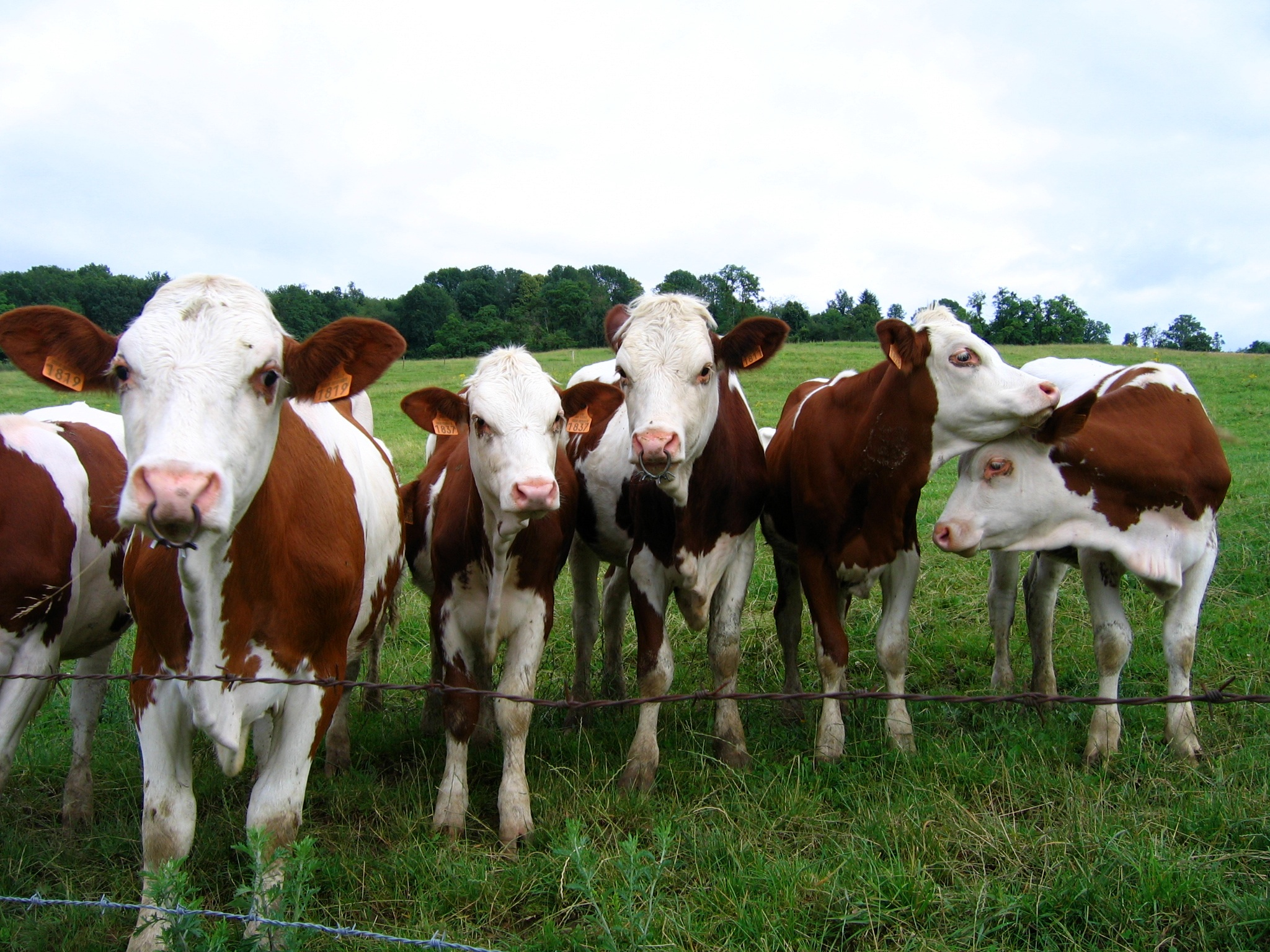
Génisses montbéliardes
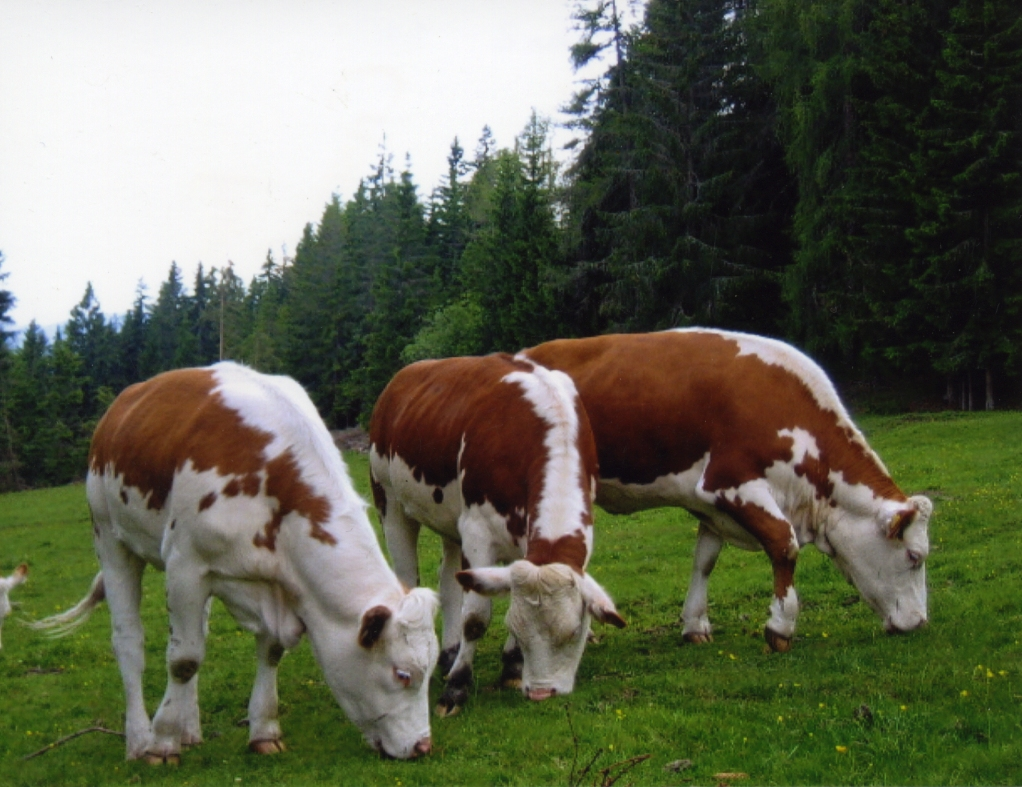
Jeunes ennstaler bergschecken

### Sources
- Daniel Babo, Races bovines françaises (« Introduction : les grandes familles bovines en Europe »), éditions France agricole.